# Touchstone Pictures
Touchstone Pictures est une filiale de Walt Disney Company créée pour produire des films destinés à un public plus adulte, réservant les productions associées à la famille et à la jeunesse au label Disney. Le label cinématographique a été créé en 1984 par Ron Miller et sa première production fut Splash. Les films de Touchstone, comme tous les films de Walt Disney Company, étaient distribués par Buena Vista International. Le studio disparait définitivement en 2016 à la suite du rachat de 20th Century Studios par The Walt Disney Company,.

## Historique
Le label adulte de Disney

### Contexte
Au milieu des années 1970, avec la fin des projets lancés par le défunt Walt Disney, mort en 1966, le studio rentre dans une phase difficile avec plusieurs échecs et un problème d'identité. Les productions cinématographiques et télévisuelles sont regroupées sous le studio historique Walt Disney Productions. Au début des années 1980, le studio commence à se réorganiser avec la création du studio Walt Disney Pictures, Walt Disney Productions devenant la maison-mère, et les productions télévisuelles sont confiées à Walt Disney Television. Mais le fait d'avoir un studio cinématographique pose un problème car la direction cherche à élargir son public pour ne pas être cantonné aux films pour enfants.
En 1981, Gary Arnold du Washington Post écrit que le film Max et le Diable démontre un problème d'image de soi au sein de l'entreprise Disney qui cherche désespérément son public. Pour Gary Arnold, ce problème est lié aux récents déboires du studio après l'échec du Trou noir, le contrecoup d'une farce réalisée par de jeunes cinéastes avec Une nuit folle, folle et le « presque reniement d'une production inachevée », un film à suspenses nommé Les Yeux de la forêt. À la suite de la sortie du film, de nombreux Américains ont écrit au studio pour se plaindre que Walt Disney n'aurait jamais permis autant de jurons inutiles dans un film. C'est en partie avec ces retours que l'idée de créer un label plus adulte a émergeait au sein de la direction de Disney dont Ron Miller.
À l'occasion de la création du nouveau label cinématographique, le New York Times revient sur les années précédentes. Le quotidien mentionne des pertes de 27 millions d'USD pour l'année 1982 et 33 millions d'USD pour 1983. Pour l'année 1982, le quotidien cumule les mauvais résultats des films Les Yeux de la forêt (1981), un film à suspense surnaturel, La Nuit de l'évasion (1981), une échappée en ballon depuis l'Allemagne de l'Est et Tron (1982). Pour 1983, la majorité consiste au mauvais résultat de La Foire des ténèbres (1983) qui portait le label Disney tandis que le film Un homme parmi les loups pour lequel la relation avec Disney avait été cachée recevait un bon accueil. Pour résoudre ce problème, la société Walt Disney Productions décide de crée un nouveau label cinématographique plus adulte. 

### 1984: Création
En 1983,  Ron Miller, gendre de Walt Disney et alors PDG de Disney décide de remercier Tom Wilhite, alors responsable des productions cinématographiques en raison des échecs du studio. Miller nomme Richard Berger à la tête de Walt Disney Pictures. L'une des dernières actions de Tom Wilhite est d'inciter le studio à développer un second label cinématographique. En juin 1983, grâce au contrat Silver Screen Partners le studio récolte des fonds pour produire plusieurs films. C'est Richard Berger qui prend en charge la création de ce second label. Berger déclare qu'à l'époque le public ne sait pas quel studio produit des films comme Star Wars ou Indiana Jones ni Tron mais si vous mettez Disney en haut d'un film érotique ou pornographique comme Emmanuelle (1974), alors il se dit qu'il peut y aller avec ses enfants.
Le label a été créé le 15 février 1984 sous le nom Touchstone Films, par Ron Miller, afin « de produire des films plus matures que les standards Disney ». Un autre nom envisagé était Silver Wind (« Vent d'argent »). Le premier film distribué sous ce label est Splash qui sort le 9 mars 1984,. Ricardo Mestres est nommé vice-président des productions de Touchstone, puis devient le premier président d'Hollywood Pictures, à sa création en 1989.
Très vite, Touchstone est devenue une unité de Disney très rentable. Le premier film classé R (les moins de 17 ans doivent être accompagnés par un adulte) de la société a été Le Clochard de Beverly Hills (Down and Out in Beverly Hills) en 1986.

### 1985 à 2006: Label phare d'Hollywood
En avril 1986, le label signe un contrat de diffusion des films pour cinq ans sur la chaîne Showtime débutant en 1987.
En avril 1988, David Hobermann est nommé président de Walt Disney Pictures tandis que Ricardo Mestres devient président de Touchstone Pictures. La direction de Disney, Michael Eisner et Jeffrey Katzenberg considère de rebaptiser le studio en Hollywood Pictures mais à la place ils décident en décembre 1988 de créer un troisième label Hollywood Pictures.
Hobermann est nommé président en 1994 de la division Motion Pictures avant de partir début 1995 pour devenir un producteur indépendant.

### 2006 à 2019: Déclin, tentative de relance et fin définitive
Le 18 juillet 2006, Walt Disney Studios Entertainment décide de produire environ 10 films labellisés Disney, animation et prise de vue réelle par an et deux ou trois Touchstone par an.
En 2009, le studio signe un contrat de distribution et de financement pour trente films avec DreamWorks Pictures. Cette association est généralement vue comme une seconde vie pour le studio, qui sort, durant ce deal, cinq à six films par an. Mais le contrat est résilié en août 2016, lorsque DreamWorks décide de s'affilier avec Universal.
Le futur de Touchstone reste incertain, le studio ayant déjà évoqué une revente vers 2012. Le studio n'a d'ailleurs plus aucun projet depuis la sortie de Une vie entre deux océans, dernier film de DreamWorks dont Touchstone assure la distribution.
En décembre 2015, Spielberg annonce un nouveau studio Amblin Partners qui récupère une partie des droits des productions DreamWorks mais une contrepartie est la conservation par Disney du catalogue des 13 films distribués en raison d'un prêt de 100 millions d'USD octroyé en 2009 et des frais de promotions
En 2018, le label est inactif,. Avec l'acquisition de la 21st Century Fox en 2019, la Walt Disney Company utilise 20th Century Studios (anciennement 20th Century Fox) et Searchlight Pictures (anciennement Fox Searchlight Pictures) comme label pour des productions adultes.

## Filmographie
Touchstone Pictures produit des films plus adultes que ceux produits sous le label Disney, tels que Splash, premier long-métrage du studio, sorti en 1984.
Touchstone produit par la suite des films devenus « culte » comme Good Morning, Vietnam, Qui veut la peau de Roger Rabbit, Cocktail, Le Cercle des poètes disparus, Pretty Woman, Sister Act, Volte-face,  Armageddon, Snake Eyes, Ennemi d'État, Just Married (ou presque), À tombeau ouvert, Pearl Harbor, Crazy/Beautiful, Hidalgo, Le Roi Arthur, etc.
À la fin des années 2000, Touchstone collabore avec DreamWorks, la société de Steven Spielberg en produisant une trentaine de films, jusqu'en 2016, avec le dernier film Une vie entre deux océans, à la suite du rachat de DreamWorks par Universal.

### Les plus grands succès de Touchstone Pictures
| N° | Titre                            | Année | Box office    |
| -- | -------------------------------- | ----- | ------------- |
| 1  | Signes                           | 2002  | 227 966 634 $ |
| 2  | Armageddon                       | 1998  | 201 578 182 $ |
| 3  | Pearl Harbor                     | 2001  | 198 542 554 $ |
| 4  | Lincoln                          | 2012  | 182 207 973 $ |
| 5  | Pretty Woman                     | 1990  | 178 406 268 $ |
| 6  | La Couleur des sentiments        | 2011  | 169 708 112 $ |
| 7  | Bande de sauvages                | 2007  | 168 273 550 $ |
| 8  | Trois Hommes et un bébé          | 1987  | 167 780 960 $ |
| 9  | La Proposition                   | 2009  | 163 958 031 $ |
| 10 | Waterboy                         | 1998  | 161 491 646 $ |
| 11 | Qui veut la peau de Roger Rabbit | 1988  | 156 452 370 $ |
| 12 | Sister Act                       | 1992  | 139 605 150 $ |
| 13 | La Rançon                        | 1996  | 136 492 681 $ |
| 14 | Bronx à Bel Air                  | 2003  | 132 716 677 $ |
| 15 | Fashion victime                  | 2003  | 127 223 418 $ |
| 16 | Good Morning, Vietnam            | 1987  | 123 922 370 $ |
| 17 | Le Village                       | 2004  | 114 197 520 $ |
| 18 | Ennemi d'État                    | 1998  | 111 549 836 $ |
| 19 | Phénomène                        | 1996  | 104 636 382 $ |
| 20 | Dick Tracy                       | 1990  | 103 738 726 $ |
| 21 | 60 secondes chrono               | 2000  | 101 648 571 $ |
| 22 | Les Ailes de l'enfer             | 1997  | 101 117 573 $ |
| 23 | Gnoméo et Juliette               | 2011  | 99 967 670 $  |
| 24 | Le Cercle des poètes disparus    | 1989  | 95 860 116 $  |
| 25 | Incassable                       | 2000  | 95 011 339 $  |

| N° | Titre                            | Année | Box office    |
| -- | -------------------------------- | ----- | ------------- |
| 1  | Armageddon                       | 1998  | 553 709 788 $ |
| 2  | Pretty Woman                     | 1990  | 463 406 268 $ |
| 3  | Pearl Harbor                     | 2001  | 449 220 945 $ |
| 4  | Signes                           | 2002  | 408 247 917 $ |
| 5  | Qui veut la peau de Roger Rabbit | 1988  | 329 803 958 $ |
| 6  | La Proposition                   | 2009  | 317 375 031 $ |
| 7  | La Rançon                        | 1996  | 309 492 681 $ |
| 8  | Real Steel                       | 2011  | 299 268 508 $ |
| 9  | Lincoln                          | 2012  | 275 293 450 $ |
| 10 | Le Village                       | 2004  | 256 697 520 $ |
| 11 | Bande de sauvages                | 2007  | 253 625 427 $ |
| 12 | Ennemi d'État                    | 1998  | 250 649 836 $ |
| 13 | Incassable                       | 2000  | 248 118 121 $ |
| 14 | 60 secondes chrono               | 2000  | 237 202 299 $ |
| 15 | Le Cercle des poètes disparus    | 1989  | 235 860 116 $ |
| 16 | Sister Act                       | 1992  | 231 605 150 $ |
| 17 | Les Ailes de l'enfer             | 1997  | 224 012 234 $ |
| 18 | Flight Plan                      | 2005  | 223 387 299 $ |
| 19 | La Couleur des sentiments        | 2011  | 216 639 112 $ |
| 20 | Le Roi Arthur                    | 2004  | 203 567 857 $ |
| 21 | Need for Speed                   | 2014  | 203 277 636 $ |
| 22 | Gnoméo et Juliette               | 2011  | 193 967 670 $ |
| 23 | Waterboy                         | 1998  | 185 991 646 $ |
| 24 | Fashion victime                  | 2002  | 180 622 424 $ |
| 25 | Cheval de guerre                 | 2011  | 177 584 879 $ |